# Vigbrand de Agder
Vigbrand (r. 690) fue un legendario caudillo vikingo y primer rey conocido de Agder, Noruega. Patriarca de una dinastía que gobernó Agder durante varias generaciones. La figura de Vigbrand se confunde con Hildibrand Herbrandsson (n. 650) pues existen muchas lagunas en la genealogía de Agder.